# Adżlun
Adżlun lub Ajlun (arab. عجلون) – miasto w Jordanii, ośrodek administracyjny muhafazy Adżlun. Leży w odległości około 20 km na zachód od Dżaraszu. Położone na wzgórzu Dżabal Awf (1250 m n.p.m.)

## Zabytki
- zamek arabski Kalat ar-Rabad zbudowany na polecenie Saladyna około roku 1184, rozbudowana na początku XIII wieku. W 1260 zdobyty przez Mongołów chana Hulagu, ale odbity w tym samym roku przez sułtana Mameluków Bajbarsa. Pod panowaniem Mameluków zamek został rozbudowany. W 1516 zdobyty przez turków osmańskich. Później przechodził wielokrotnie w ręce prywatnych właścicieli. Około 1812 został poważnie uszkodzony przez trzęsienie ziemi. Aktualnie zamek udostępniony jest zwiedzającym.